# Brug 1879
Brug 1879 is een bouwkundig kunstwerk in Amsterdam Nieuw-West.
De vast brug dateert van ongeveer 1994 toen hier de buurt De Aker West in de wijk Middelveldsche Akerpolder (MAP) steeds meer bebouwing kreeg. De wijk kreeg allerlei straatjes die alle verbonden werden met De Alpen, de belangrijkste verkeersader hier. De Alpen ligt daarbij tussen twee woonwijken maar ook tussen twee verschillende watersystemen met ieder haar eigen afwateringstocht. Brug 1879 maakt deel uit van drie bruggen die de dwarsverbinding verzorgen:
- Titus Brandsmabrug (brug 792) van Geertruida van Lierstraat naar de Nisserstraat
- brug 1879 van de Nisserstraat naar De Alpen
- Brug 1880 van De Alpen naar de Allenstraat/Vätternkade.

De brug is bijna geheel van beton, gezet op een betonnen paalfundering. De brugleuningen zijn van metaal, waarbij de leuningen enigszins naar binnen hellen.
<<< · 1800 · 1801 · 1802 · 1803 · 1804 · 1805 · 1806 · 1807 · 1808 · 1809 ·  1810 · 1811 · 1812 · 1813 · 1814 · 1815 · 1816 · 1818 · 1819 · 1820 · 1821 · 1822 · 1823 · 1824 · 1826 · 1827 · 1828 · 1829 · 1830 · 1831 · 1832 · 1833 · 1834 · 1835 · 1836 · 1837 · 1838 · 1839 · 1840 · 1841 · 1842 · 1843 · 1844 · 1845 · 1846 · 1847 · 1848 · 1849 · 1850 · 1851 · 1852 · 1853 · 1854 · 1855 · 1856 · 1857 · 1858 · 1859 · 1860 · 1861 · 1862 · 1863 · 1864 · 1865 · 1866 · 1867 · 1868 · 1869 ·  1870 · 1871 · 1872 · 1873 · 1874 · 1875 · 1876 · 1877 · 1879 ·  1880 · 1881 · 1882 · 1883 · 1884 · 1885 · 1886 · 1888 · 1889 · 1890 · 1891 · 1892 · 1893 · 1894 · 1895 · 1896 · 1897 · 1898 · 1899 · >>>
Brugnummers 1817, Brug 1819, 1820, 1825, 1878, 1887  zijn niet (meer) vergeven.